# Dariusz Marciniak
Dariusz Marciniak (ur. 30 października 1966 w Rzeszowie, zm. 27 kwietnia 2003 w Kaliszu) – piłkarz, reprezentant Polski, trener piłkarski. Zdobywca brązowego medalu na mistrzostwach Europy U-18 w 1984 roku w ZSRR.
Wychowanek Stali Rzeszów i trenera Władysława Patyckiego. Następnie grał w Widzewie Łódź, Śląsku Wrocław, Zagłębiu Lubin, SC Charleroi, Sint-Truidense VV i Racing Jet Wavre (Belgia), FC Gueugnon (Francja), GKS Bełchatów, RKS Radomsko, KSV Hessen Kassel, Borussia Fulda i FSV Altmark Stendal (Niemcy) oraz Stomilu Olsztyn. W polskiej I lidze rozegrał 126 spotkań i zdobył 30 bramek.
Przed swoją śmiercią trenował zespół KKS Kalisz.
Zmarł w kwietniu 2003 roku. Przyczyną śmierci był zawał serca (w następstwie choroby alkoholowej). Był jednym z największych niespełnionych talentów polskiej piłki nożnej lat 80. Gdy był piłkarzem Śląska Wrocław, ubiegali się o niego menadżerowie Realu Madryt i Bayernu Monachium.

## Mecze w reprezentacji Polski
| lp. | Data             | Miejsce   | Przeciwnik | Rezultat | Rozgrywki       | Grał   | Uwagi              |
| --- | ---------------- | --------- | ---------- | -------- | --------------- | ------ | ------------------ |
| 1.  | 17 maja 1987     | Budapeszt | Węgry      | 3-5      | elim. Euro 1988 | 90'    | Gol · Żółta kartka |
| 2.  | 19 sierpnia 1987 | Lubin     | NRD        | 2-0      | towarzyski      | do 45' |                    |
| 3.  | 2 września 1987  | Bydgoszcz | Rumunia    | 3-1      | towarzyski      | do 60' |                    |
| 4.  | 6 lutego 1988    | Hajfa     | Rumunia    | 2-2      | towarzyski      | od 46' |                    |
| 5.  | 10 lutego 1988   | Ramat Gan | Izrael     | 3-1      | towarzyski      | do 72' |                    |